# Estádio Aquático Olímpico
Estádio Aquático Olímpico – kryty obiekt pływacki w Rio de Janeiro, w Brazylii. Został wybudowany jako arena tymczasowa na Letnie Igrzyska Olimpijskie 2016. Pojemność obiektu wynosi 18 000 widzów.
Podczas igrzysk obiekt gościł zawody pływackie oraz finałowe mecze piłki wodnej. Odbyły się na nim także zawody pływackie w ramach Letnich Igrzysk Paraolimpijskich 2016. 

## Budowa obiektu
Basen wybudowano na terenie kompleksu sportowego Parque Olímpico da Barra, częściowo w miejscu rozebranego w 2013 roku Velódromo da Barra. 
Obiekt został oficjalnie otwarty w 8 kwietnia 2016 roku. W ceremonii otwarcia wzięli udział Prezydent Brazylii Dilma Rousseff, burmistrza Rio Eduardo Paesa, pełniącego obowiązki gubernatora stanu Rio Francisco Dornelles oraz Szef Komitetu Organizacyjnego IO w Rio 2016 Carlosa Nuzmana. 

## Architektura
Obiekt posiada dwa baseny - jeden, na którym przeprowadzano zawody oraz drugi - treningowy. Każdy z nich o łącznej pojemności 3,7 miliona litrów wody.
Na elewacji budynku umieszczono sześćdziesiąt sześć paneli, każdy o wysokości 27 metrów. Jest to reprodukcja dzieła brazylijskiej artystki Adriany Varejão o nazwie „Celacanto Provoca Maremoto”. Na potrzeby igrzysk olimpijskich Varejão przerobiła swoją pracę, dopasowując ją do stadionu. Płytki zostały sfotografowane, powiększone i wydrukowane na plastikowym płótnie, które zostało rozciągnięte na zewnętrznych ścianach budynku.

## Rozbiórka obiektu
Obiekt powstał jako arena tymczasowa, która miała zostać rozebrana po zmaganiach olimpijskich, a elementy jej konstrukcji miały zostać wykorzystane przy budowie dwóch innych basenów. 
Rozbiórka konstrukcji była zaplanowana już na etapie koncepcji projektu, poprzednia administracja nie przewidziała środków na realizację tych usług w ustawie budżetowej na rok 2017. Rok po igrzyskach do rozbiórki nie doszło, a basen pozostał bez opieki, popadając w stan ruiny. W 2024 roku stadion został oficjalnie całkowicie zdemontowany, a jego baseny przekazano na cele charytatywne.

## Kontrowersje
Tuż przed rozpoczęciem igrzysk reprezentacja Australii skarżyła się organizatorom na „gęstą” i „mętną” wodę w basenie olimpijskim.
W tygodniu poprzedzającym rozpoczęcie Igrzysk, obiekt musiał zostać ewakuowany po tym, jak standardowa kontrola bezpieczeństwa ujawniła porzuconą skrzynkę z narzędziami elektryka. Budynek ewakuowano zaledwie 90 minut przed planowanym treningiem reprezentacji Australii.
Drugiego dnia igrzysk silny wiatr przerwał rywalizację, gdyż jeden z paneli na zewnątrz budynku został zerwany przez gwałtowny wiatr.